# Тупиковский сельсовет
Тупиковский сельсовет — муниципальное образование в Бузулукском районе Оренбургской области.
Административный центр — село Тупиковка.

## Административное устройство
В состав сельского поселения входят 1 населённый пункт:
- село Тупиковка.